# Nara Sudjana
Nara Sudjana (* um 1950) ist ein ehemaliger indonesischer Badmintonspieler. Er ist der Bruder von Iie Sumirat.

## Sportliche Karriere
Nara Sudjana verzeichnet als größten Erfolg seiner Karriere den Gewinn der Asienmeisterschaft 1971 im Doppel mit Indra Gunawan. Bei den All England 1973, der inoffiziellen Einzelweltmeisterschaft, stand er im Halbfinale des Doppels, erneut mit Indra Gunawan an seiner Seite.

## Erfolge
| Saison | Veranstaltung      | Disziplin    | Platz | Name                         |
| ------ | ------------------ | ------------ | ----- | ---------------------------- |
| 1971   | Asienmeisterschaft | Herrendoppel | 1     | Nara Sudjana / Indra Gunawan |
| 1973   | All England        | Herrendoppel | 3     | Nara Sudjana / Indra Gunawan |